# Liogluta nevadensis
Liogluta nevadensis är en skalbaggsart som beskrevs av Thomas Casey 1910. Liogluta nevadensis ingår i släktet Liogluta och familjen kortvingar. Inga underarter finns listade i Catalogue of Life.